# Damien Lazzerini
Damien Bera Lazzerini est un ingénieur du son et un mixeur français.

## Biographie
Il sort diplômé de l'École supérieure de réalisation audiovisuelle en 2000.

## Filmographie (sélection)
- 2009 : Le Vilain d'Albert Dupontel
- 2009 : Lucky Luke de James Huth
- 2010 : L'Homme qui voulait vivre sa vie d'Éric Lartigau
- 2012 : À cœur ouvert de Marion Laine
- 2012 : Un bonheur n'arrive jamais seul de James Huth
- 2013 : Casse-tête chinois de Cédric Klapisch
- 2013 : 9 mois ferme d'Albert Dupontel
- 2014 : Les Vacances du petit Nicolas de Laurent Tirard
- 2014 : L'Homme qu'on aimait trop d'André Téchiné
- 2015 : Nous trois ou rien de Kheiron
- 2016 : Elle de Paul Verhoeven
- 2017 : Ce qui nous lie de Cédric Klapisch
- 2017 : Au revoir là-haut d'Albert Dupontel
- 2017 : Nos années folles d'André Téchiné
- 2018 : La Ch'tite Famille de Dany Boon

## Distinctions

### Nominations
- César du meilleur son
  - en 2017 pour Elle
  - en 2018 pour Au revoir là-haut